# Хабли, Уип
Грант Шелби Хабли-младший (англ. Grant Shelby Hubley, Jr., известный как Уип Хабли (англ. Whip Hubley) род. 17 мая 1957, Нью-Йорк, Нью-Йорк) — американский актёр и бывший финансовый консультант.

## Биография
Хабли родился в Нью-Йорке, сын Джулии Каул (урожденной Пейн) и Гранта Шелби Хабли, предпринимателя, нефтяного инвестора и писателя. Он посещал школу Бакли для мальчиков в Верхнем Ист-Сайде, Манхэттен. Хабли — бывший шурин Курта Рассела.
Он сыграл роль Миши в фильме 1987 года «Русские» и в фильме 1986 года «Топ Ган». Позже он играл Брайана Хокинса в ситкоме Showtime «More Tales Of The City» (1998). С 1996 по 1999 год у Хабли была главная роль шерифа Тома Хэмптона в продолжении «Flipper».
Хабли живёт в городе Портленд (штат Мэн), проведя более тридцати лет в Санта-Моника в Калифорнии. Он женат на Дине Майнот, бывшем продюсере. У них трое детей: Молли, Элла и Бен.